# Real Colégio dos Nobres

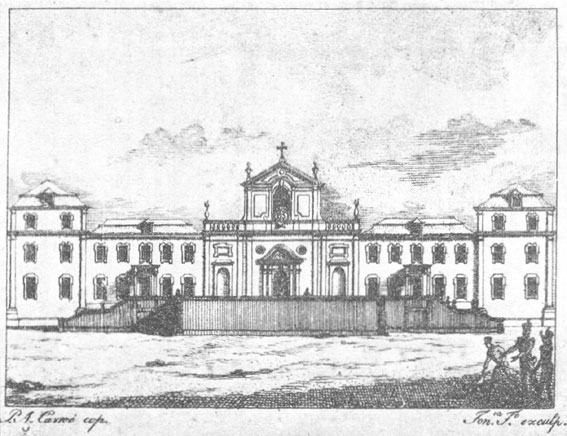
O antigo noviciado jesuíta da Cotovia, depois Real Colégio dos Nobres.

O Real Colégio dos Nobres, abreviadamente designado por Colégio dos Nobres, foi um estabelecimento de educação pré-universitária fundado em Lisboa, por carta de lei de 7 de Março de 1761, voltado especificamente para a formação inicial dos jovens aristocratas portugueses. 
A instituição foi extinta por decreto de 4 de Janeiro de 1837, tendo em conta que os seus objetivos não podiam subsistir no enquadramento criado pela implantação do regime liberal em Portugal, sendo as suas instalações e equipamentos atribuídos à então criada Escola Politécnica de Lisboa (origem da atual Faculdade de Ciências da Universidade de Lisboa).
O Colégio dos Nobres era reservado aos moços fidalgos, como mínimo na hierarquia da nobreza portuguesa, entre os 7 e os 13 anos de idade e o seu corpo docente era constituído, na quase totalidade, por mestres estrangeiros.

## Fundação
O Colégio dos Nobres foi fundado paralelamente à criação das aulas régias, no quadro do iluminismo que se pretendia fazer chegar a Portugal, por iniciativa do primeiro-ministro Sebastião José de Carvalho e Melo, então ainda conde de Oeiras, após ter promovido a expulsão da Companhia de Jesus de Portugal e a consequente extinção dos seus estabelecimentos de ensino, nomeadamente o Colégio de Santo Antão e a respectiva Aula da Esfera.
A carta de lei de D. José I que lhe aprova os estatutos tem a data de 7 de Março de 1761 e destina-lhe como instalações o extinto colégio e noviciado jesuíta da Cotovia, em Lisboa, vago devido à expulsão daquela ordem religiosa. Para além do edifício e do reduto (a antiga Quinta do Monte Olivete) a nova instituição recebeu os móveis e a rica livraria do noviciado. Este complexo, na Rua da Escola Politécnica, pertence nos nossos dias à Universidade de Lisboa e nele está instalado o Museu Nacional de História Natural e da Ciência, no qual está integrado o Jardim Botânico de Lisboa.
Os professores nomeados eram italianos, menos o de retórica, português, e os de grego e latim, irlandeses.
A abertura inaugural do Real Colégio dos Nobres realizou-se a 19 de Março de 1766, com a maior solenidade, assistindo à cerimónia toda a família real e a corte. O perfeito dos estudos recitou um discurso manifestando a necessidade de fazer reviver em Portugal as ciências, as letras e as artes, e encarecendo as vantagens que todos os estados tiravam da cultura do espírito. Em seguida, o vice-reitor, o perfeito dos estudos e os 24 pensionistas que tinham entrado no colégio prestaram juramento de defender a Imaculada Conceição da Virgem Maria.

## Objetivo e estatutos

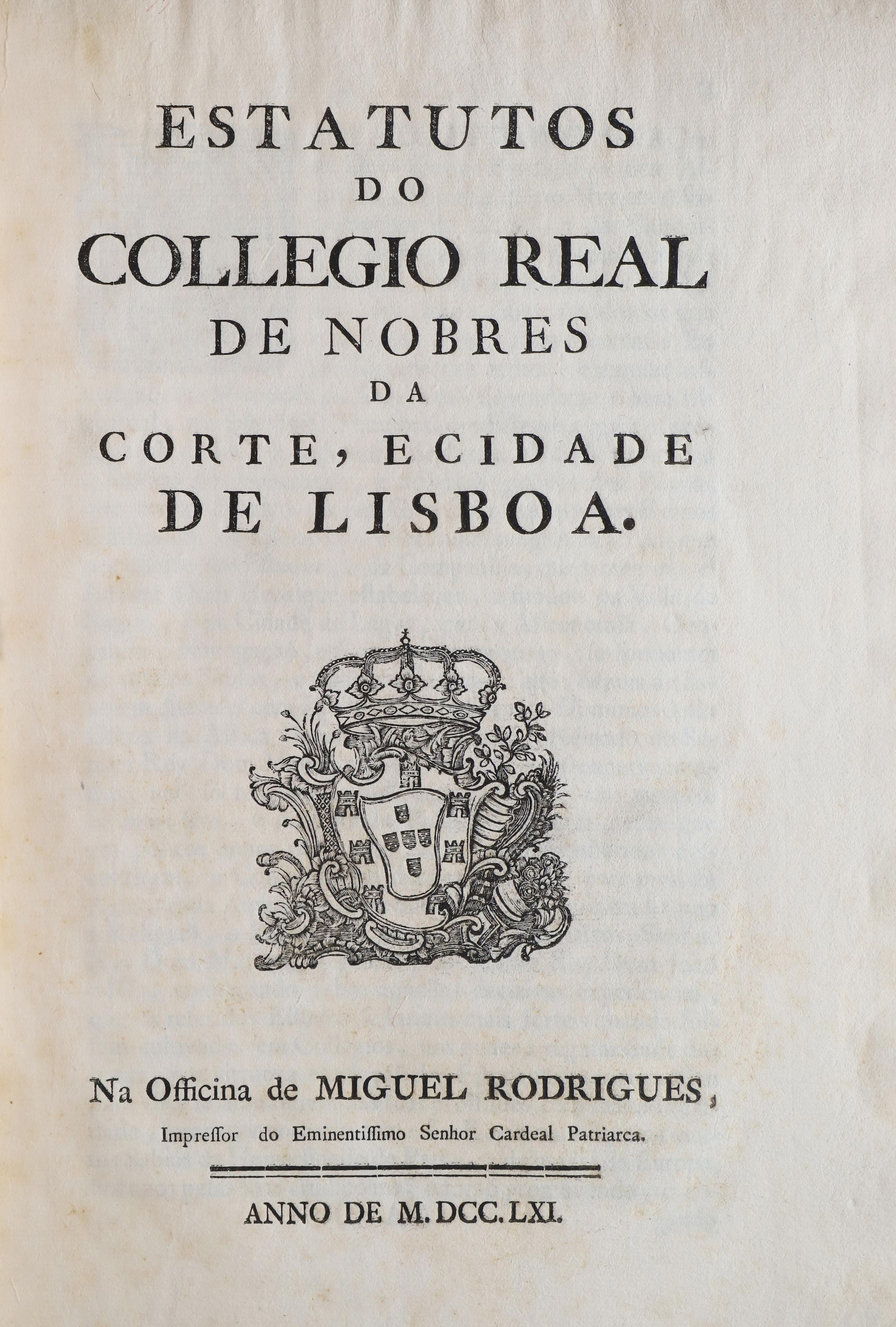
Folha de rosto dos estatutos do Real Colégio dos Nobres, 1761

O Colégio dos Nobres destinava-se a preparar os jovens oriundos das famílias da alta aristocracia, que soubessem ler e tivessem idade compreendida entre os 7 e os 13 anos à data de ingresso. Com a criação do Real Colégio dos Nobres procurava-se formar os jovens nobres, tornando-os úteis para a administração e atividades produtivas, propiciando-lhes, para além da tradicional formação nas humanidades clássicas, uma sólida formação científica e literária que lhes permitisse o acesso à Universidade de Coimbra.
Esta opção pela inclusão das ciências exatas foi uma assinalável novidade para a época, incluindo-se no currículo ministrado a Matemática e a Física, incluindo no ensino uma componente experimental relevante, algo incomum no sistema educativo português até aos nossos dias.
A par de Miguel António Ciera outro italiano Giovanni Antonio dalla Bella, oriundo da Universidade de Pádua, foi contratado como professor de Física, assumindo o encargo de instalar o gabinete de Física Experimental previsto nos estatutos da instituição. Foram adquiridos 562 instrumentos científico-didácticos, criando, nas palavras do seu fundador, o mais belo Gabinete de Física da Europa. Estes instrumentos em boa parte ainda existem, constituindo o acervo mais importante do Museu de Física da Universidade de Coimbra.
Nos estatutos são estabelecidos detalhadamente os direitos e obrigações dos colegiais, dos professores e do reitor, bem como as condições de admissão, as quais obrigavam à posse da qualificação de moço fidalgo, preferindo os que houvessem tido exercício do dito foro.
O número de colegiais era limitado a 100, ficando cada um obrigado ao pagamento de uma pensão anual de 120$000 réis, em duas prestações adiantadas, a satisfazer no princípio de cada semestre.
Os colegiais deviam apresentar-se no Colégio no dia 1 de Outubro de cada ano para procederem à matrícula e assistirem à abertura das aulas. Nesse mesmo dia era feita a distribuição dos estudantes por cada uma das câmaras de aposentadoria destinadas aos alunos oriundos de fora da cidade de Lisboa e nomeados os vice-prefeitos, familiares e demais assistentes que deveriam orientar a educação de cada um dos jovens.
A gestão pedagógica e disciplinar da instituição cabia a um reitor, auxiliado por um vice-reitor e um prefeito dos estudos. O acompanhamento dos alunos era feito por vice-prefeitos escolhidos de entre os alunos dos anos mais avançados e com melhor comportamento.
O cargo de reitor deveria recair sobre pessoa de letras, virtudes e circunspecção, cabendo-lhe o governo do colégio, tendo como obrigação fazer observar os estatutos, visitar as aulas, castigar, dentro de certos limites, os excessos dos colegiais, conceder a estes as licenças que lhes fossem precisas, manter a paz, o sossego e a boa ordem. A sua autoridade em matéria de admissões era limitada, estando impedido, sem ordem do soberano, de fazer qualquer alteração ao estatuto ou aos regulamentos, apenas podendo apresentar as sugestões que nestas matérias a experiência lhe fosse mostrando necessárias. 
No termo de cada ano lectivo o reitor devia apresentar ao soberano um relatório sobre o comportamento escolar e disciplinar dos colegiais, referindo secretissimamente o desempenho de cada um deles. Demonstrando a importância dada ao desempenho dos colegiais, como forma de avaliar a sua valia futura, este relatório anual, bem como as eventuais representações, subia à secretaria do reino por intermédio do director geral dos estudos. O reitor tinha residência no edifício do Colégio.
O vice-reitor deveria ser pessoa séria e de exemplar gravidade, competindo-lhe o governo do colégio, nas faltas e impedimentos do reitor e vigiar cuidadosamente os colegiais, fazendo visitas repetidas e inesperadas, e observando se estudavam, ou se estavam em sossego nas horas competentes, assistindo com eles à missa, a todos os exercícios espirituais, às refeições, aos divertimentos e recreações extraordinários que houvesse.
A função de perfeito dos estudos deveria recair sobre homem de costumes exemplares, bem instruído nas belas letras e saber escrever com pureza e elegância em latim. Cabia-lhe pronunciar a oração de sapiência, em latim, no primeiro dia do ano escolar, examinar e rever as composições dos colegiais, assistir a todos os exercícios e actos literários, fazendo um relatório anual que, na presença dos colegiais, lia no último dia do ano lectivo.
Aos professores eram concedidos todos os privilégios, indultos e franquezas de que gozavam os lentes da Universidade de Coimbra, sem diferença alguma. Todos os colegiais, familiares e pessoas que nele tinham exercício, ou assistiam, ou se ocupavam no ensino, gozavam também de todos os privilégios, indultos e franquezas que cabiam aos estudantes daquela Universidade.
Para administração das rendas e governo económico do colégio foi criada uma junta, composta do reitor (presidente perpétuo), do perfeito dos estudos, de dois professores anualmente chamados pelos turnos das suas antiguidades, e de três colegiais dos mais antigos e dos mais hábeis; servindo todos durante um ano.
Também foi criada uma livraria privativa, regulada na sua composição pela natureza dos estudos do Colégio. Junto da livraria estabeleceu-se um gabinete para acomodação e uso dos instrumentos de Física e Matemática.
Por alvará de 27 de Setembro de 1765 foi concedida Carta de Conselho aos reitores do Colégio dos Nobres e pela carta de lei de 13 de Outubro do mesmo ano foi concedido ao Colégio dos Nobres o exclusivo da impressão dos livros de Euclides, Arquimedes e de outros clássicos das ciências. Este privilégio foi, contudo, transferido para a Universidade de Coimbra por alvará de 16 de Dezembro de 1773. Posteriormente os reitores passaram a gozar do privilégio de admissão ao beija-mão real.

## Crepúsculo e extinção
Não existindo em Portugal qualquer tradição de ensino experimental das ciências, nem sendo valorizado o conhecimento científico, foi rápida a degradação do ensino científico no Real Colégio dos Nobres. Assim, apesar dos esforços e energia do Marquês de Pombal e dos excelentes meios docentes com que fora dotada a instituição, os privilegiados discípulos pouco se esforçaram por se cultivar para além do que consideravam útil à sua ociosa vida palaciana. Por isso, devido ao total desinteresse dos alunos, o ensino científico, no Colégio, foi abolido em 1772, sendo o Gabinete de Física Experimental de que dispunha, bem como o respectivo professor, transferido para a Universidade de Coimbra.
Ultrapassada esta primeira crise, o Colégio dos Nobres ‘’normalizou-se’’ funcionando com vicissitudes várias, a que não esteve alheia a grande crise resultante das invasões francesas e da fuga da corte para o Brasil, até à implantação do regime liberal. 
Logo em 1823 houve nas Cortes um aceso debate a respeito do Colégio dos Nobres, no qual, a propósito de discutir o respectivo orçamento, e sobre o assunto discursaram diversos deputados opinaram que o Colégio devia ser reformado e em sua substituição estabelecer-se um liceu nacional. Era opinião generalizada que fosse suprimida a verba da despesa com os docentes, em razão de eles não darem aulas públicas.
Nessa discussão o deputado Borges Carneiro afirmou que o Colégio dos Nobres era uma excrescência de direito feudal porque para ali de entrar era preciso ter foro de fidalgo e que por isso era um monopólio de certas ciências só para esses fidalgos, com a agravante do pagamento ser feito pelo Subsídio Literário a estas escolas privativas do feudalismo, sendo aquele tributo criado para o ensino público da mocidade. Face à contestação generalizada, as Cortes decidiram criar uma comissão para propor a reforma do Colégio dos Nobres, ficando estabelecido que no entretanto a despesa dos professores fosse paga pelas rendas do mesmo Colégio.
Novamente em 1827, a comissão parlamentar encarregada de examinar a conta da receita e despesa do Estado em 1826 propôs que fosse suprimida a verba destinada aos ordenados dos professores do Colégio dos Nobres pela folha do Subsídio Literário, fundando-se em que o Colégio tinha o rendimento necessário para por ele pagar tal despesa. Contudo, o Ministro do Reino, na sessão parlamentar de 26 de Março de 1827, observou que os professores eram pagos pelo Subsídio Literário, por estar este destinado para a instrução pública; não vendo por isso inconveniente em que houvesse de continuar o pagamento como até então, ficando, no fim de alguma discussão, resolvido eliminar-se a verba destinada ao Colégio dos Nobres.
Com a guerra civil parece que fechou o Colégio dos Nobres, porque por uma portaria de 6 de Agosto de 1833 mandou-se que as aulas, devendo o reitor dar providências precisas para este fim, em ordem a que se evitasse o prejuízo que à instrução pública resultava de se conservarem fechadas por mais tempo. 
Por decreto de 2 de Setembro do mesmo ano foram demitidos alguns empregados do colégio, por não serem afectos à causa da Liberdade. 
Face à continuada contestação da utilização de fundos públicos para suportar aulas que estavam apenas aberta a fidalgos, por portaria de 2 de Maio de 1834, mandou o governo que o encarregado da direcção do Colégio dos Nobres fizesse desde logo públicas as aulas do mesmo colégio, como estava ordenado pelo decreto de 16 de Junho de 1792.
Finalmente, em 28 de Setembro de 1836 foi nomeada uma comissão, encarregada de elaborar e propor um plano das reformas necessárias no Colégio dos Nobres, tanto na parte científica, como na parte económica, e em resultado, por decreto de 4 de Janeiro de 1837 foi determinada a abolição do Colégio, afirmando-se no respectivo preâmbulo Sendo o Real Colégio dos Nobres uma instituição que não está em harmonia com a Constituição Política da Monarquia, em razão de ser seu instituto uma escola privilegiada; e devendo colocar-se no respectivo edifício as escolas que vão ser organizadas, era decretado que os edifícios, equipamentos e rendimentos ficassem disponíveis para outras escolas. Oito dias depois era criada a Escola Politécnica de Lisboa, instituição que herdou o imóvel, rendimentos e equipamentos. Tratava-se da instituição que, 1911, seria transformada em Faculdade de Ciências da Universidade de Lisboa.